# Tres Arroyos (Nuevo México)
Tres Arroyos es un lugar designado por el censo ubicado en el condado de Santa Fe en el estado estadounidense de Nuevo México. En el Censo de 2020 tenía una población de 2123 habitantes y una densidad poblacional de 28,68 habitantes por km². Fue incluido como CDP en el censo de 2020.

## Geografía
Tres Arroyos se encuentra ubicado en las coordenadas 35°41′12″N 106°01′12″O / 35.68667, -106.02000. Según la Oficina del Censo de los Estados Unidos,  tiene una superficie total de 88,79 km², todos correspondientes a tierra firme.